# الألعاب البارالمبية الشتوية 1994
الألعاب البارالمبية الشتوية 1994 هي النسخة الأولى من الألعاب البارالمبية بدأت في 10 مارس وإنتهت في 19 مارس 1976 في ليلهامر، النرويج بعد نجاح عرض المدينة في الحصول على شرف استضافة الألعاب البارلمبية، شارك 471 رياضي في منافسات هذه النسخة ومن 31 دولة. إحتلت النرويج الصدارة في ترتيب الميداليات بعد فوزها ب29 ميداليات ذهبية.